# Зинченко, Татьяна Дмитриевна
Татьяна Дмитриевна Зинченко (род. 1947) — советский и российский гидробиолог и эколог, доктор биологических наук, профессор, главный научный сотрудник Института экологии волжского бассейна РАН.

## Биография
Окончила школу в 1964, в Астрахани. Училась в Астрыбвтузе (сегодня Астраханский технический университет). Окончила аспирантуру МГУ им. Ломоносова Её научным руководителем была Нина Юрьевна Соколова. С 1988 году является сотрудником Института экологии Волжского бассейна.

## Научная деятельность
Зинченко занимается исследованиями области гидробиологии и экологией бентосных организмов экосистем систем стоячих и текущих вод. Она выявила структурно-функциональную организацию бентоса, оценила структуру биоценозов обрастаний и зообентоса в разных типах водоемов. Ею были разработаны новые методики оценки экологического состояния рек. Совместно с Орел О. В. (Зориной О. В.) и Макарченко Е. А., Макарченко В. А. описала новые для науки виды комаров-звонцов Tanytarsus kharaensis Zorina et Zinchenko и Cricotopus salinophilus Zinchenko, Makarchenko et Makarchenko.
Являлась организатором нескольких крупных научных конференций.

### Публикации
Автор более 170 научных публикаций, 8 монографий.
- Полуконова Н. В., Белянина С. И., Зинченко Т. Д. Chironomus paraalbidus sp. n. (Chironomidae, Diptera) из Каспийского моря // Зоологический журнал : журнал. — 2005. — Т. 84, № 8. — С. 1017—1024. — ISSN 0044-5134.
- Зинченко Т.Д. Хирономиды поверхностных вод бассейна Средней и Нижней Волги (Самарская область). Эколого-фаунистический обзор. — Самара: Институт экологии Волжского бассейна РАН, 2002. — 174 с.
- Зинченко Т.Д. Эколого-фаунистическая характеристика хирономид (Diptera, Chironomidae) малых рек бассейна Средней и Нижней Волги (атлас). — Самара: Институт экологии Волжского бассейна РАН, 2011. — 258 с. — ISBN 978-5-91687-065-7.
- Шитиков В. К., Розенберг Г. С., Зинченко Т. Д. Количественная гидроэкология: методы системной идентификации. — Тольятти: ИЭВБ РАН, 2003. — 463 с. — ISBN 5-93424-109-5.
- Шитиков В. К., Розенберг Г. С., Зинченко Т. Д. Количественная гидроэкология: методы, критерии, решения. — Москва: Наука, 2005. — Кн.1 — 281 с., Кн.2 — 337 c. с. — ISBN 5-02-032889-8. — ISBN 5-02-033649-1.
- Шитиков В. К., Зинченко Т. Д., Розенберг Г. С. Макроэкология речных сообществ: концепции, методы, модели. — Тольятти: Кассандра, 2011. — 255 с. — ISBN 978-5-91687-091-6.
- Орел О. В. (Зорина О. В.), Зинченко Т. Д. Новый вид рода Tanytarsus van der wulp (Diptera, Chironomidae) из солёной реки бассейна озера Эльтон (Волгоградская область, Россия) // Евразиатский энтомологический журнал. — 2009. — Т.8, № 1. — С. 105—110.
- Зинченко Т. Д., Макарченко Е. А., Макарченко М. А. Новый вид рода Cricotopus van der wulp (Diptera, Chironomidae) из солёной реки бассейна озера Эльтон (Волгоградская область, Россия) // Евразиатский энтомологический журнал. — 2009. — Т.8, Прил.1. — С. 83-88.
- Orel O. V., Istomina A. G., Kiknadze I. I., Zinchenko T. D., Golovatyuk L. V. Redescription of larva, pupa and imago male of Chironomus (Chironomus) salinarius Kieffer from the saline rivers of the lake Elton basin (Russia), its karyotype and ecology (англ.) // Zootaxa : журнал. — 2014. — Vol. 3841, no. 4. — P. 528—550. — ISSN 1175-5326. — doi:10.11646/zootaxa.3841.4.4..

- Szadziewski R., Sontag E., Urbanek A., Golovatyuk L. V., Zinchenko T. D. All stages of the palaearctic predaceous midge Palpomyia schmidti Goetghebuer, 1934 (Diptera: Ceratopogonidae) (англ.) // Zootaxa : журнал. — 2016. — Vol. 4137, no. 1. — P. 85—94. — ISSN 1175-5326. — doi:10.11646/zootaxa.4137.1.6.

## Награды
- Самарская Губернская премия в области науки и техники
- Тольяттинская премия им. В. Н. Татищева
- Премия правительства РФ в области науки и техники (2010 г)